# Лифтинг
Ли́фтинг — косметическая процедура подтяжки кожи. Эффект лифтинга может достигаться как с помощью определенных косметологических процедур, так и при помощи пластической операции. 

## Общая информация
С возрастом кожа на лице у человека становится тоньше и суше, цвет лица ухудшается, контуры лица изменяются, так как снижается тонус мышц, углубляются морщины лба и подбородка и начинают провисать щеки. Лифтинг борется с такими возрастными изменениями, как потеря упругости и эластичности кожи, которая происходит из-за уменьшения образования коллагеновых и эластиновых волокон. Результатом лифтинга является укрепление тканей, улучшение контура лица и разглаживание мелких морщинок. Из пластических операций наиболее часто лифтинг применяется в нижней части лица и в районе шеи (сервико-фасциальная подтяжка) или в лобной и височных частях лица (височно-фронтальная эндоскопическая подтяжка). Параллельно с этими пластическими операциями может проводиться устранение нежелательных жировых отложений (липосакция) в области «двойного подбородка», обычно появляющегося годам к пятидесяти. Для достижения лучшего результата лифтинг совмещают с процедурами пилинга (чтобы улучшить качество кожи), а также с инъекционной терапией, с пластикой век (блефаропластика), подбородка (гениопластика), носа (ринопластика) или ушных раковин (отопластика).

## Косметологические процедуры
Эффекта лифтинга можно достичь с помощь большого количества различных косметологических процедур: RF-лифтинг, мезотерапия, ручной и вакуумный массаж, миостимуляция, воздействие ультразвуком, микротоками и лифтинг-препаратами, акупунктура, нитевой лифтинг, фотоомоложение и лазерная шлифовка.

### Мезотерапия
Данный вид лифтинга основан на воздействии иглы и лекарственных средств, способствующих улучшению структуры кожи. При правильных техниках травмирующее действие иглы приводит к асептическому воспалению, а затем выработка гормонов и факторов роста вызывает усиление синтеза структурных элементов кожи, результатом чего является повышение тургора и эластичности кожи, её гидратация, улучшение иннервации и кровоснабжения, что обеспечивает подтяжку и улучшение внешнего вида.

### Ручноймассаж
Специальные методики ручного массажа позволяют достичь лимфодренажного эффекта. Под действием массажа кожа освобождается от накопившихся отмерших клеток рогового слоя, расширяются кровеносные сосуды, увеличивается потоотделение, выводятся токсины, нормализуется деятельность сальных желез, ткани становятся более эластичными и упругими. 

### Вакуумный массаж
Вакуумный массаж тканей лица заставляет лицо расслабиться, что приносит коже больше крови и питательных веществ, и ярко выраженный эффект лифтинга в виде тонизации кожи и подтягивания овала лица.

### Воздействие ультразвуком
Ультразвуковое воздействие также обладает эффектом лифтинга за счёт тонизации мускулатуры и сокращения кожи. При ультразвуковом лифтинге мелкие морщинки исчезают совсем, а глубокие разглаживаются до мелких. Лифтинг кожи с помощью миостимуляции достигается за счёт воздействия на мышцы лица. Миостимуляция позволяет нормализовать мышечный тонус путём чередования сокращения мышц, и активизацией микроциркуляции, за счёт чего разглаживаются мелкие морщины, и кожа выглядит более подтянутой.

### Лазерная шлифовка
Лазерная шлифовка, испаряя поверхностный слой кожи вместе с морщинами и пигментными пятнами, также входит в арсенал средств достижения лифтинг-эффекта. Помимо обновления поверхностных слоёв кожи при действии лазера происходит сокращение коллагеновых волокон глубоких слоёв, что вызывает эффект истинной подтяжки кожи лица и позволяет устранить более глубокие морщины. После процедуры может наблюдаться легкое жжение кожи в течение нескольких часов.

### Фотоомоложение
Фотоомоложение позволяет обновить кожу и корректировать носогубные складки, глубокие морщины на лбу, мелкие морщины вокруг глаз. Фотоомоложение — это воздействие мощного пучка видимого света на поверхностные и глубокие слои кожи, которое вызывает синтез коллагена и эластина, этим объясняется выраженный и стойкий эффект лифтинга, характерный для процедур фотоомоложения.
Методика удаления пигментных и сосудистых поражений кожи позволяет вызывать локальное повышение температуры целевого хромофора, содержащегося в сосудистом и пигментном образовании. Причиной появления этих образований могут быть разнообразные факторы: конституционально-генетические особенности, гормональные дисфункции, вегетососудистая дистония, соматические заболевания, избыточная инсоляция, неблагоприятные факторы окружающей среды, профессиональные вредности, вредные привычки и другие. В случае удаления пигмента данный метод позволяет разбить крупные частицы пигмента на более мелкии фракции. Свет нагревает и разрушает проблемные образования, не затрагивая окружающие ткани. Импульс света в диапазоне длин волн от 515 до 1200 нм проходит через верхние слои кожи и взаимодействует с меланином и гемоглобином. Моделирование режимов работы позволяет добиться хороших результатов при всех фототипах кожи.

### Нитевой лифтинг
Лифтинг с применением нитей из различных материалов сравним с малой операцией. С помощью нитей усиливается и поддерживается какркас кожи. По мере рассасывания нитей, на их месте образуется коллаген, который улучшает упругость кожи, и создаёт лифтинг эффект. Наиболее популярный материал для нитей: полидиоксанон, полимолочная кислота, поликапролактон, золото, полигликолевая кислота и др.

## Пластическая операция

### Диагностика, предоперационная подготовка
Перед выполнением операции необходимо пройти следующие процедуры:
- рентгеноскопию лицевого скелета
- сдать биологические анализы
- пройти консультацию анестезиолога

За определенный срок до начала операции необходимо прекратить курить.

### Операция
Операция заключается в том, что умеренно убираются излишки кожи, кожа на шее разглаживается, устраняются обвислые щеки и двойной подбородок. Тонус мышц лица может поддерживаться специальным плетением хирургических нитей, которые удаляются спустя некоторое время.
Мелкие шрамы через несколько недель становятся малозаметны, так как разрезы производятся в зонах с повышенной заживляемостью (этому также способствует использование специальных шовных материалов).
Одна из трудностей коррекции состоит в сохранении естественного выражения лица. Оперируемый должен вновь обрести своё лицо, такое, каким оно было восемь или десять лет назад. Происходит возвращение мягких тканей на своё естественное место, кожные избытки устраняются, мышечные и подкожно-жировые слои существенно укрепляются.

### Продолжительность операции
Средняя длительность операции — 3 часа. В качестве анестезии применяется либо глубокая местная анестезия и перфузия венозным путём, либо общее обезболивание, т.е. наркоз. Продолжительность последующей госпитализации — от 24 часов.

### Реабилитация
После операции какое-то время возможно ощущение дискомфорта. Также вероятно появление небольшой отечности, которая в течение пяти дней увеличивается, а затем уменьшается и исчезает полностью. Между восьмым и пятнадцатым днями после операции возможен синеватый оттенок кожи и кровоподтеки в зоне воздействия, которые исчезают по истечении этого срока. В первые дни прооперированный носит подтягивающую повязку. Иногда в целях ускорения реабилитации рекомендуют курс физиотерапии и специальных терапевтических программ. Окончательный результат коррекции можно будет наблюдать по истечении 3—4 месяцев. 
Такой лифтинг не гарантирует устойчивый пожизненный результат, но улучшает внешний вид лица на некоторый достаточно продолжительный срок.

### Стоимость
Стоимость операции в зависимости от страны, где эта операция выполняется (данные на 2008):
- Индия — 4800 US$
- Малайзия — 6400 US$
- Панама — 2500 US$
- Сингапур — 7500 US$
- Южная Корея — 6650 US$
- Тайвань — 8500 US$
- Таиланд — 5000 US$
- США — 4000—6000 US$

## См.также
- Синус-лифтинг